# Acanthurus randalli
Acanthurus randalli (Briggs e Caldwell, 1957) è un pesce osseo marino appartenente alla famiglia Acanthuridae.

## Distribuzione e habitat
L'areale di A. randalli è limitato al golfo del Messico nordorientale e alle acque della Florida da Miami alle Florida Keys.
Popola acque costiere poco profonde sia nei pressi delle barriere coralline che su altri tipi di fondi duri ed è presente anche in ambienti algosi e ciottolosi.
Viene riportata una distribuzione batimetrica tra 1 e 20 metri di profondità.

## Descrizione
Questa specie è assai simile ad Acanthurus tractus e ad A. bahianus. Come gli altri Acanthurus, ha corpo ovale, compresso lateralmente. La bocca è piccola, posta su un muso sporgente; sul peduncolo caudale è presente una spina mobile molto tagliente. La pinna dorsale è unica e piuttosto lunga, di altezza uniforme. La pinna anale è simile ma più corta. La pinna caudale è leggermente lunata. Le scaglie sono molto piccole. La livrea ha fondo scuro piuttosto uniforme, peduncolo caudale bianco e pinna caudale gialla con un bordo azzurro.
La taglia massima nota è di 18 cm.

## Biologia
Poco nota.

### Comportamento
Gregario, forma banchi.

### Alimentazione
Basata su alghe bentoniche.